# Monster aus der Galaxis
Monster aus der Galaxis (Originaltitel Biohazard) ist ein US-amerikanischer Science-Fiction-Horrorfilm aus dem Jahr 1985 von Fred Olen Ray, der außerdem das Drehbuch mitverfasste und als Produzent fungierte. Der Film erschien in Deutschland auch unter dem Langtitel Biohazard – Monster aus der Galaxis.

## Handlung
Im Handlungsmittelpunkt befindet sich eine Gruppe von Wissenschaftler, die in einem abgelegenen Wüstenforschungslabor Experimente zur Übertragung von Materie aus anderen Dimensionen durchführen. Bei einem weiteren Versuch befinden sich in einer der Kisten ein Monster. Dieses beginnt in der Einrichtung ein Blutbad anzurichten und viele Menschenleben zu fordern.
Mitchell Carter, ein Armeeoffizier, erhält die Mission, die unbekannte Kreature zu eliminieren. Unterstützung erhält er von der Hellseherin Lisa Martyn, die einst an Experimenten von Dr. Williams beteiligt war. Während vielen Konfrontationen mit dem Monster gewinnen sie immer mehr Kenntnisse über deren Fähigkeit. So ist es dazu in der Lage, die Gestalt eines Menschen anzunehmen.
Schließlich kommt es zur Konfrontation: Bei der Kreaturen handelt es sich um ein schwarzes, reptilienartiges Wesen mit großen Käferpanzern und einem schlangenähnlichen Hals. Generell handelt es sich um ein kindsgroßes Monster. Es startet im Labor einen Amoklauf und greift willkürlich Lebewesen wie auch Gegenstände (in der Form eines Posters von E.T.) an. Schließlich kann das Monster schon bald von Carter getötet werden.

## Hintergrund

### Produktion
Das Filmbudget lag bei geschätzten 250.000 US-Dollar. Die Dreharbeiten begannen ab Mai 1984. Der Großteil der Aufnahmen entstand in den kalifornischen Vasquez Rocks sowie im San Fernando Valley. Trotz gültiger Drehgenehmigung störten immer wieder Polizisten die Dreharbeiten. Das Filmmonster wird von Christopher Olen Ray, Sohn vom Regisseur Fred Olen Ray, gespielt, da er etwas darstellen sollte, das sich leichter verstecken und aus engen Räumen hervorspringen kann.
Die Finanzierung erfolgte zunächst durch Kenneth Hartfords Produktionsfirma Eastern Hemisphere, doch während der Produktion bekam Eastern Hemisphere finanzielle Probleme und Regisseur Ray selbst die finanzielle Verantwortung übernahm. Über den MIFED Film Market konnte er mit ersten Filmszenen europäische Investoren gewinnen.

### Veröffentlichung
Im August 1985 war der Film erstmals in den USA zu sehen. Am 13. Mai 1987 erschien der Film als VHS im westdeutschen Videoverleih. Ab dem 22. Dezember 1999 war der Film außerdem als DVD erhältlich.

## Rezeption
„Naives Science-Fiction-Spektakel, das eine altvertraute Geschichte variiert. (Späterer Videotitel: "Monster aus der Galaxis").“

Auf Badmovies wird von einem „ehrlichen Schund von der good-natured Sorte“ geschrieben. Dennoch wird der Film „jedem Trashfreund, gerne auch als Einstiegsdroge in das Wunderland der Fred-Olen-Ray-Filme“ empfohlen.
Im Popcornmeter, der Zuschauerwertung auf Rotten Tomatoes, hat der Film bei mehr als 250 Abstimmungen eine Wertung von 15 %. In der Internet Movie Database hat der Film bei über 1100 Stimmabgaben eine Wertung von 3,7 von 10,0 möglichen Sternen (Stand: Juli 2025).